# Högby stenkvarn

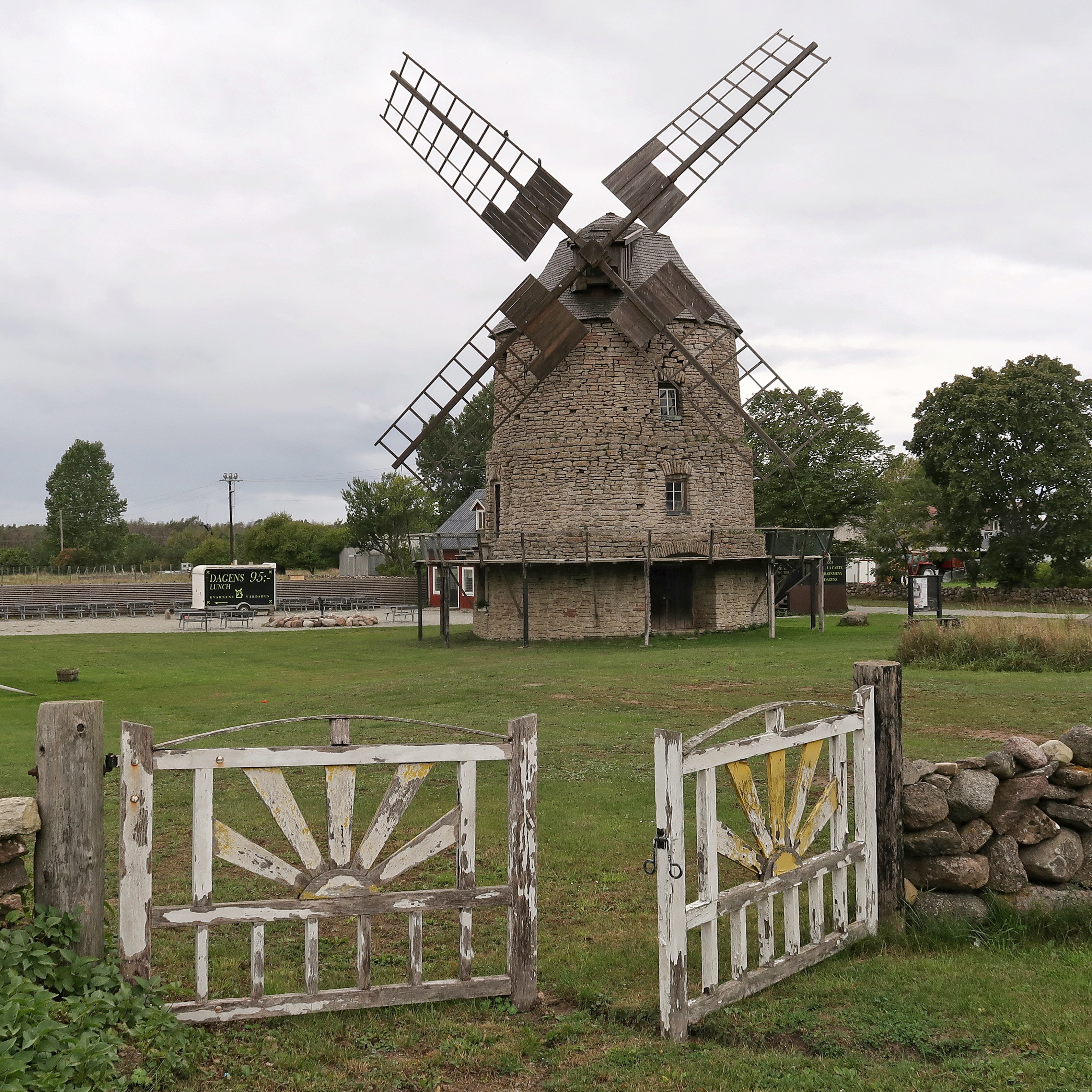

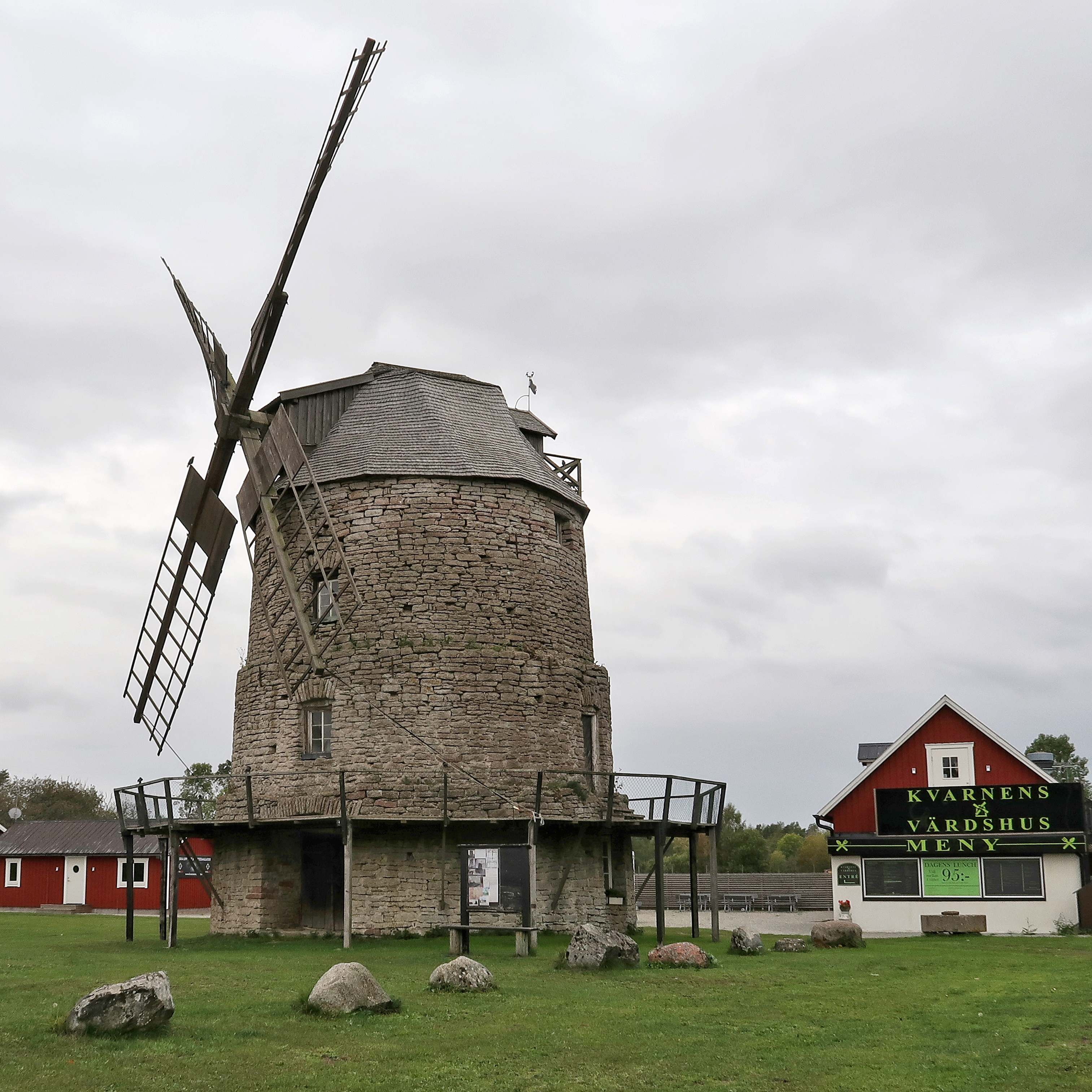

Högby stenkvarn är en kvarn belägen vid Löttorp cirka 40 kilometer norr om Borgholm. Kvarnen är av holländsk typ och har en speciell lokal konstruktion där kvarnhuset är byggt av murad kalksten istället för av trä. Den är uppförd i mitten av 1800-talet och är i tre våningar som avslutas av en vridbar spånklädd tornhuv. Runt första våningen löper en balkong och i bottenvåningen finns stora portar, genom vilka man kunde köra in med häst och vagn. Interiör och fasta installationer är i det närmaste intakta. Kvarnen är 14 meter hög och väggarna i bottenvåningen 1,7 meter tjocka. Kvarnen kallas även Kopparslagarkvarnen. Någon malning har inte förekommit sedan 1920-talet. Kvarnen är ett byggnadsminne.